# My Ex's Best Friend
My Ex's Best Friend es una canción del músico estadounidense Machine Gun Kelly. Es el tercer sencillo de su quinto álbum de estudio Tickets to My Downfall. La canción, la tercera que presenta un sonido pop punk, cuenta con la voz invitada de Blackbear y la batería del baterista de Blink-182 Travis Barker. La canción encontró un éxito cruzado, alcanzando el número 25 en la lista Hot 100 de todos los formatos de Billboard de Estados Unidos.

## Antecedentes
Machine Gun Kelly (Colson Baker) se burló por primera vez de una colaboración con Blackbear en diciembre de 2019. "My Ex's Best Friend" fue lanzado como el tercer sencillo del álbum Tickets to My Downfall. La canción fue lanzada el 7 de agosto de 2020, pocos días después del segundo sencillo, "Concert for Aliens". La canción fue parte de los esfuerzos de Baker para llevar la música basada en la guitarra a la corriente principal e inspirar a una nueva generación de guitarristas. La canción se convirtió en un éxito cruzado, una hazaña poco común para el pop punk o el rock en 2020, y alcanzó el puesto 28 en la lista Hot 100 de todos los formatos de Billboard. La canción se interpretó en vivo en los MTV Video Music Awards 2020. También apareció como un DLC para el videojuego Fuser el 15 de junio del 2021 junto a Follow You de Imagine Dragons.

## Composición y temas
La canción fue descrita como pop punk, pero como una versión moderna, en lugar de la forma "clásica" del género. Las publicaciones lo describieron como una canción "cargada de guitarras" con los dos cantantes cubriendo las complicaciones de las rupturas de relaciones y las relaciones de rebote.

## Personal
- Machine Gun Kelley – Voz principal, guitarra
- Blackbear – Voz invitada
- Travis Barker – Batería, productor

## Posicionamiento en lista
| Lista (2020–2021)                             | Mejor posición |    |
| --------------------------------------------- | -------------- | -- |
| Alemania (Media Control AG)                   | 68             |    |
| Australia (ARIA)                              | 22             |    |
| Austria (Ö3 Austria Top 40)                   | 63             |    |
| Bélgica (Valonia) (Ultratip Bubbling Under)   | 37             |    |
| Canadá (Canadian Hot 100)                     | 26             |    |
| Canadá (CHR/Top 40)                           | 32             |    |
| Canadá (Hot AC)                               | 42             |    |
| Canadá (Canada Rock)                          | 33             |    |
| Escocia (Scottish Singles Sales Chart)        | 65             |    |
| Eslovaquia (Singles Digitál Top 100)          | 69             |    |
| Estados Unidos (Billboard Hot 100)            | 25             |    |
| Estados Unidos (Mainstream Top 40)            | 17             |    |
| Estados Unidos (Hot Rock & Alternative Songs) | 3              |    |
| Estados Unidos (Rolling Stone Top 100)        | 8              |    |
| Global 200 (Billboard)                        | 25             |    |
| Irlanda (IRMA)                                | 34             |    |
| Nueva Zelanda (Hot Singles) (RMNZ)            | 6              |    |
| Paraguay (Monitor Latino Anglo)               | 11             |    |
| Portugal (AFP)                                | 133            |    |
| Puerto Rico (Monitor Latino Anglo)            | 16             |    |
| Reino Unido (UK Singles Chart)                | 30             |    |
| República Checa (Rádio Top 100)               | 10             |    |
| República Checa (Singles Digitál Top 100)     | {{{2}}}        | 24 |
| Suecia (Sverigetopplistan Heatseeker)         | 15             |    |

| Lista (2020)                                  | Posición |
| --------------------------------------------- | -------- |
| Estados Unidos (Hot Rock & Alternative Songs) | 10       |

## Certificaciones
| País        | Organismo certificador | Certificación | Ventas certificadas | Ref.   |
| ----------- | ---------------------- | ------------- | ------------------- | ------ |
| Australia   | ARIA                   | Platino       | 70 000              | [ 32 ] |
| Canadá      | Music Canada           | 2× Platino    | 120 000             | [ 33 ] |
| Reino Unido | BPI                    | Plata         | 200 000             | [ 34 ] |